# Новомеловатка
Новомелова́тка — село в Калачеевском районе Воронежской области. Административный центр Меловатского сельского поселения.

## География
Село расположено на трассе «Павловск—Калач». В окрестностях села — отложения мела, выходящие на поверхность земли. Название села, вероятно, связано с этими отложениями.
Протяжённость села около 12 километров. На территории села протекает река Казинка, которая раньше была притоком Тулучеевки, впадающей в Дон. Также вблизи села расположено несколько прудов.
Местность села равнинная, однако на ней расположена Бакурская гора, самая высокая точка села. На ней произрастает сосновый лес, посаженный ещё во времена СССР. Также в окрестностях Меловатки посажено ещё 2 сосновых леса.
Климат села в основном ничем не отличается от области. Но поскольку село находится на уровень ниже, чем другие сёла, здесь летом или зимой разница в 2-4 °С. Благодаря отсутствию в округе производственных заводов и прочих предприятий воздух и вода здесь свежие и чистые, природа живописная.

### Улицы
| - Горького - Заречье (в народе Бугаивка) - Зелёная - Калинина (в народе Гарбузивка) - Кирова - Котовского - Ленина - Луговая - Меловая - Победы - Подгорная (в народе Квашивка) - Прилужная (в народе Балымивка) - Садовая (в народе Коровкивка) - Советская - Шевцова |

## История
Первое свидетельство об освоении этих земель относится к 1615 году, когда Толучеевский юрт брал на откуп крестьян Успенского монастыря.
В первой половине XVII века украинские казаки осваивают донецкие степи. В 1717 году калачеевским казакам пришлось участвовать в многочисленных боях. С Приазовья и Кубани в большой набег на русские земли пришли татары, калмыки и казаки булавинских атаманов. После этого набега граф Апраксин приказывает усилить Айдарско-Богучарско-Толучеевские казачьи селения за счёт черкасс, которые к 1716 году не выполнили указ о переселении. Переселение затянулось до 1732 года.
В результате переселения на толучеевской линии было образовано три сотни: Толучеевская, Меловатская и Калачеевская. В границах Калачеевской за счёт пребывающих переселенцев с Украины и калачеевских казаков образуются новые поселения — слободы. Наряду с другими была образована слобода Новомеловатская. Именно таким образом было основано село Новомеловатка.
По улице Горького, где стоит дом Филиппа Смолыгина (дом № 80), стояла конница. Была построена казарма для казаков и рядом находилось пастбище для лошадей.
В 1778 году в Новомеловатке была построена Троицкая церковь, в 1815 году — Благовещенская. Из-за перенаселения слободы и удалённости участков запашки, в начале XIX века крестьяне Новомеловатки переселяются на хутора — Ясеновку, Хвощеватое, Медвежье, Россыпное и Попасное. Все эти населённые пункты составят Новомеловатский район.
В 1870 году была построена народная школа. В 1893 и 1902 годах открыты две церковно-приходские школы, в 1877 — лечебница. По данным 1910 года в слободе работало 89 промзаведений, три магазина и два маслозавода. В дни храмов проводились ярмарки: Благовещенская, Троицкая, Рождественско-Богородицкая и Яково-Алексеевская.
Администрацию на селе до Октябрьской революции представляли староста, писарь и десятник. Старосту избирали из числа зажиточных крестьян.
После революции в деревнях и сёлах стали организовываться первые сельские Советы. По некоторым источникам известно, что сельские Советы были образованы в 1918 году. На территории села Меловатки и ряда близлежащих хуторов был образован Меловатский сельский Совет Новомеловатской волости Богучарского уезда Воронежской губернии.
В 1928 году в стране введено новые административные деления. Волости, уезды были упразднены, и вместо них введены районы, округи, области. Меловатский сельский Совет вошёл в состав Калачеевского района Россошанского округа Центрально-Чернозёмной области.
В 1930—1932 годах сельские Советы проводили массовую коллективизацию, ликвидацию кулачества, уделяли внимание укреплению коллективных хозяйств.
Из 1209 дворов в начале 1930 года, в колхоз вступило 750. Было обобществлено 400 лошадей, 600 пар быков и свезено в церкви для хранения 3000 центнеров зерна.
18 февраля 1930 года создали сельхозартель, позже, при её разукрупнении, в 1934 году появляются колхозы «12 Октября», «Красный калачеевец» и «2-я пятилетка». В 1937 году колхоз имени Яковлева Архивная копия от 5 октября 2012 на Wayback Machine преобразуют в колхоз имени Ежова, а в 1939 году — в колхоз имени Кирова. Постановлением президиума Воронежского Облисполкома от 31 октября 1934 года № 2011 «О разделении и образовании новых районов Воронежской области» от Калачеевского района отделился Меловатский район. Центр района — село Новомеловатка. Первым секретарём райкома был назначен И. И. Шевцов, председателем райисполкома — Г. И. Морозова, заместителем — Г. Г. Никифоров, председателем сельского Совета — П. А. Блощицин.
В 1935 году произошло разукрупнение колхоза «12 Октября», из него выделились колхозы имени Свердлова (председатель М. Т. Кононенко), «Красный калачеевец» (председатель Я. М. Беловолов), колхоз имени Яковлева Архивная копия от 5 октября 2012 на Wayback Machine, «Вторая пятилетка», «8 марта», «12 Октября».
В годы Великой Отечественной войны 1313 меловатцев ушли на фронт, 955 из них сложили головы в боях за Родину.
В центре села стоит памятник, установленный в 1967 году, на котором высечены имена всех погибших меловатцев.
С 1935 по 1957 год село являлось центром Меловатского района, в который входили Новомеловатский, Россыпнянский, Хрещатовский, Семёновский и Пироговский сельсоветы.
В 1950-х годах происходило объединение колхозов, в результате чего были укрупнены колхозы им. Кирова и им. Свердлова: действующие в то время колхозы вошли в их состав.
С 1961 по 1986 год колхозом им. Свердлова руководил А. А. Шапошников. В это время Новомеловатка была электрифицирована, вступил в строй водопровод, были построены мельница, маслозавод, оборудованы на современный лад все фермы. Хозяйство дважды было участником ВДНХ СССР. А. А. Шапошников создал колхозную картинную галерею, где были выставлены полотна лучших художников Воронежа, Москвы. А колхозом имени Кирова долгое время руководил опытный хозяйственник Яков Тихонович Холошин. Колхоз в это время был одним из лучших в районе.
В апреле 1991 года на базе колхоза им. Кирова образовано аграрно-акционерное общество «Исток». Затем хозяйства, расположенные на территории Меловатской администрации, реорганизовались в сельскохозяйственные артели. После этого было образовано девять крестьянско-фермерских хозяйств.
После ликвидации Меловатского района в 1957 году в здании бывшего райисполкома расположилась больница. Здесь были открыты родильное, хирургическое отделения. Заведовал больницей Константин Ефимович Трушов.
К 2000 году колхоз Свердлова были распущен, животные были переданы в соседние колхозы, а их хозяйство было распродано за долги. Многие люди остались без работы. Из-за этого многие люди переселялись в другие города, а те кто остались, страдают от безработицы. После открытия в 2006 году С. И. Мирошниковым была создана частная организация, скупившая остатки колхозов и занимающаяся постепенным восстановлением сельского хозяйства в поселении. Она частично решила проблемы безработицы, но все же этот вопрос до сих пор очень актуальный.
В 2006 году был открыт детский садик на 20 мест и амбулатория, расположившаяся в здании недостроенной районной больницы. В 2007 году было создано муниципальное предприятие «Родник», обеспечивающее функционирование работы водопроводных сетей и проведение работ по благоустройству села.
В 2008 году силами населения села Новомеловатка был проведён и подключён газопровод.
В 2009 году в здании бывшего магазина по улице Горького была открыта пожарная районная часть № 73.
В 2011 году в здании бывшей столовой стала проходить церковная служба. В 2012 году был заложен фундамент новой церкви, находящийся возле Памятника Славы.

### Хронология села
- 1732 — первые упоминания о селении на территории села Новомеловатка
- 1773 — первая перепись населения
- 1778 — строительство Троицкой церкви
- 1815 — строительство Благовещенской церкви
- 1870 — открытие народной школы
- 1877 — открыта небольшая больница
- 1893 — открыта церковно-приходская школа
- 1903 — открыта вторая церковно-приходская школа
- 1918 — Новомеловатка входит в состав Богучарского уезда Воронежской губернии, образован Меловатский сельский совет
- 1928 — Новомеловатка входит в состав Калачеевского района Россошанского округа Центрально-Чернозёмной области
- 1930 — образование сельхозартели
- 1934 — разукрупнение сельхозартели, образование колхозов «12 Октября», «Красный калачеевец», «2-я пятилетка», образовался Меловатский район
- 1935 — разукрупнение колхоза «12 Октября», из него образуются колхозы им. Яковлевлева, «8 Марта», часть владений отходит колхозам «Красный клачеевец», «2-я пятилетка»
- 1937 — Колхоз имени Яковлева переименовывают в колхоз имени Ежова
- 1939 — Колхоз имени Ежова переименовывают в колхоз имени Кирова
- 1950 — Объединения колхозов в колхозы имени Кирова и Свердлова
- 1957 — расформирование Меловатского района, Новомеловатка входит в состав Калачеевского района. В здании бывшего райисполкома была открыта больница
- 1961 — произошла электрификация села, вступили в работу водопроводные сети
- 1967 — в центре села построен памятник погибшим воинам во время Великой Отечественной войны
- 1991 — на базе колхоза имени Кирова было создано «ОАО Исток», возникновение на территории села частных фермерских хозяйств
- 2000 — банкротство колхоза имени Свердлова
- 2006 — открыт детский садик на 20 мест, открыта амбулатория
- 2007 — организовано МП «Родник»
- 2008 — село было газифицировано
- 2009 — открыта районная пожарная часть № 73 на территории села Новомеловатка
- 2012 — начато строительство новой церкви, неподалёку от памятника славы в центре села

## Население
- 1773 год — 1805 человек
- 1859 год — 5606 человек
- 1900 год — 6851 человек
- 1910 год — 8700 человек
- 1926 год — 6587 человек
- 1975 год — 3100 человек
- 2007 год — 2145 человек
- 2008 год — 2087 человек
- 2012 год — 1461 человек
- 2021 год — 1817 человек[8] (Статистика по Меловатскому сельскому поселению, согласно переписи населения 2021 года)

| 1859 | 1897  | 2010  |
| ---- | ----- | ----- |
| 5606 | ↗6649 | ↘1950 |

## Общественные учреждения
- Средняя школа
- Библиотека
- Дом культуры
- Аптека
- Почтовое отделение
- Отделения Сбербанка России
- Районная пожарная часть
- Амбулатория
- Детский сад

## Известные уроженцы
- Зацепилов, Федор Петрович (1924—1987) — Герой Советского Союза.
- Махитаров, Леонтий Григорьевич (1937—1999) — советский и российский инженер-строитель и поэт, главный инженер дирекции строительства Байкало-Амурской магистрали в 1985-1993 годах, главный инженер Байкало-Амурской железной дороги в 1993-1997 годах.

## Галерея

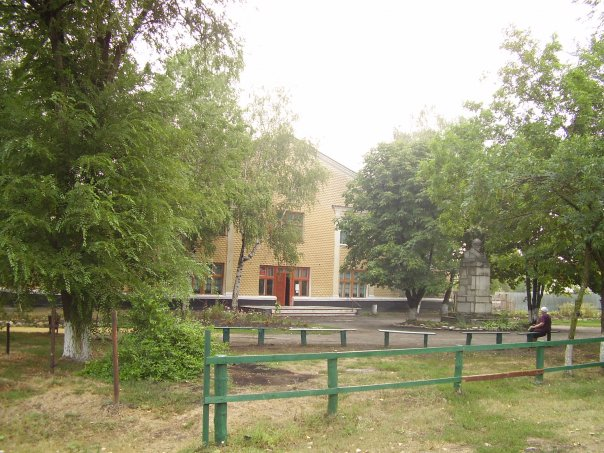
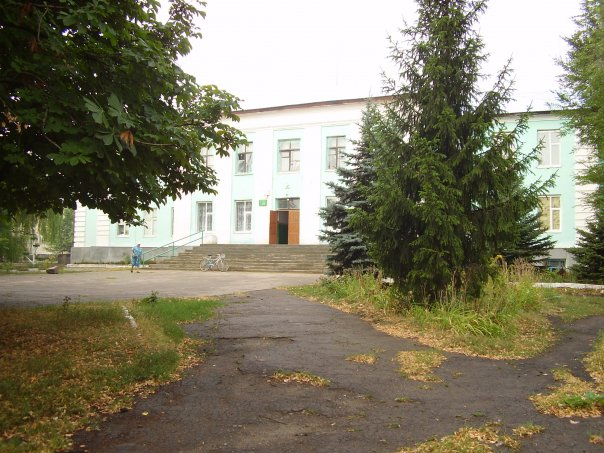
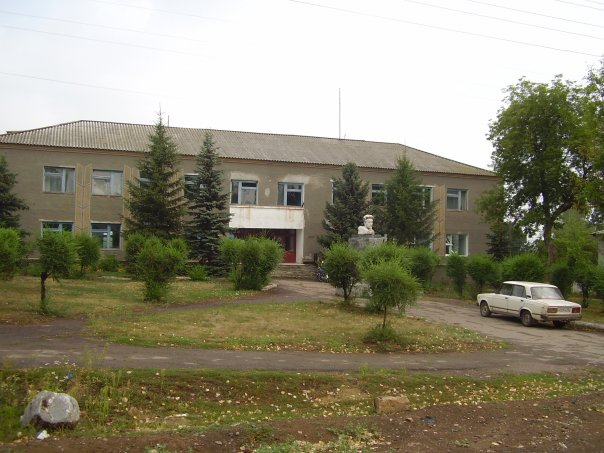
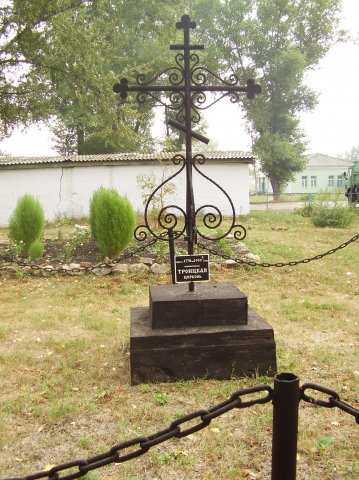
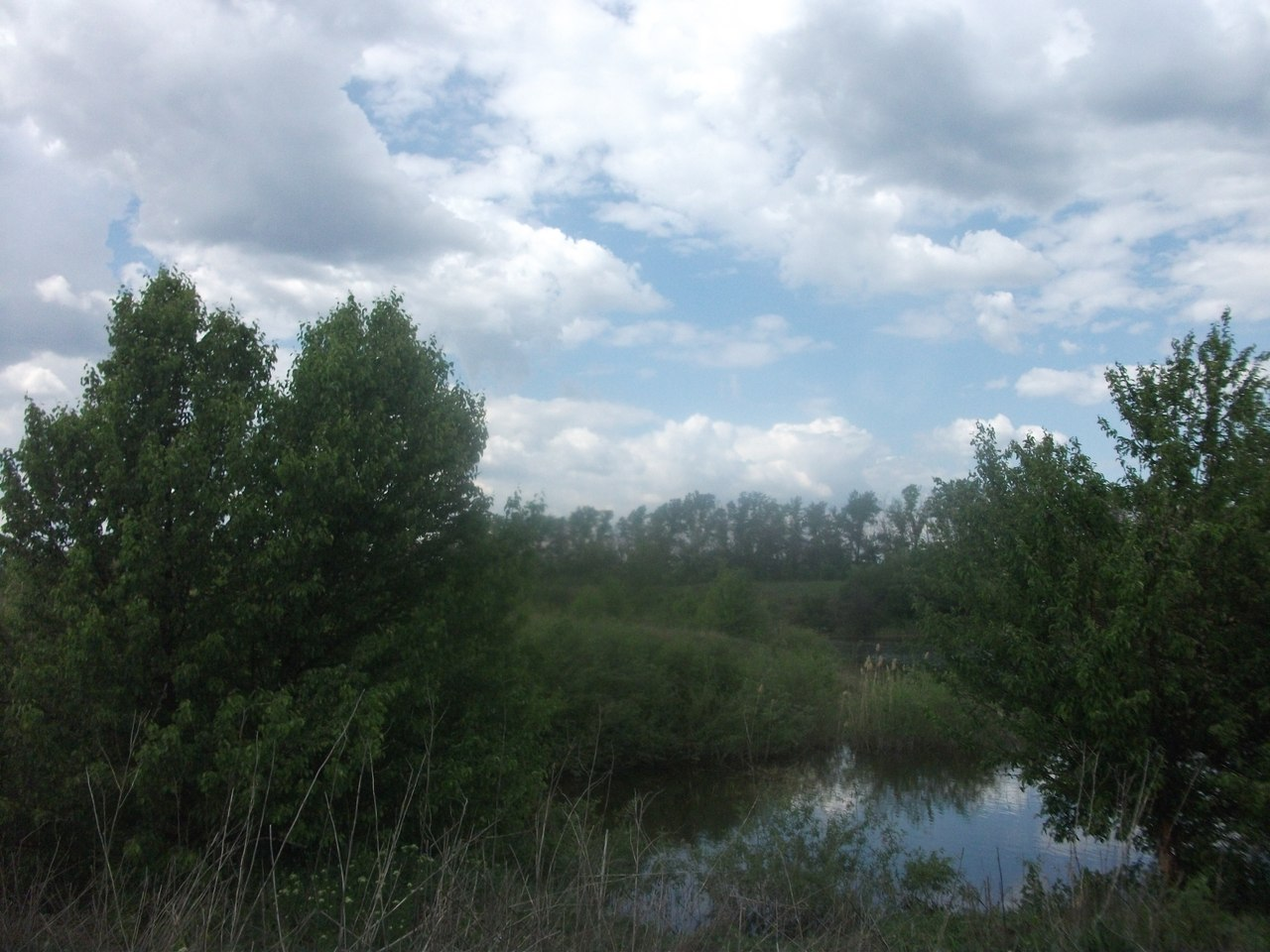
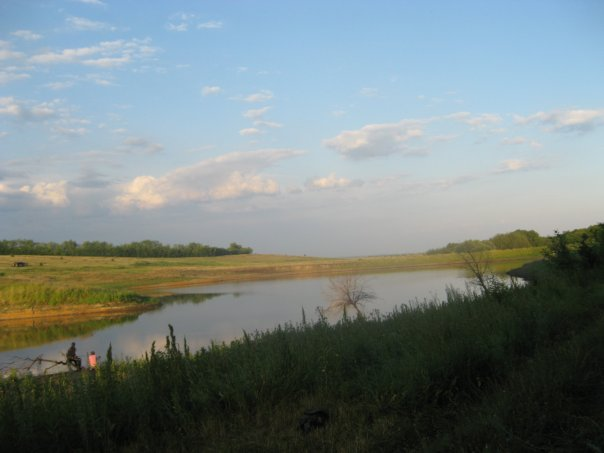
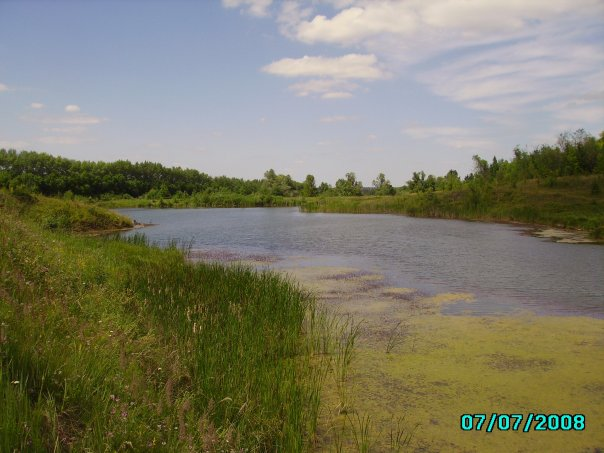
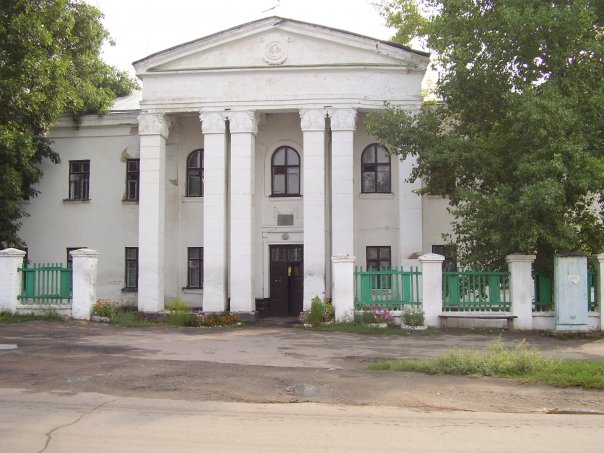
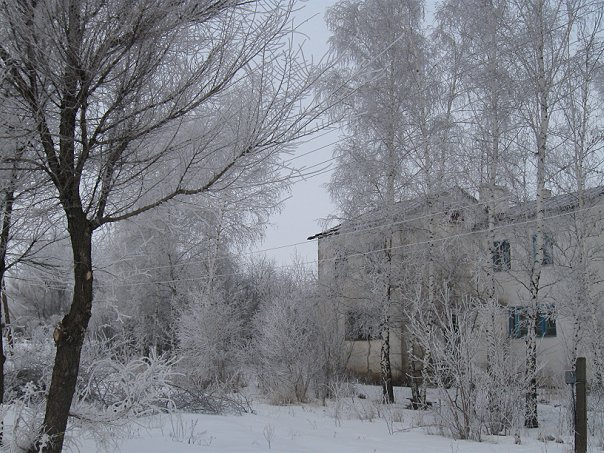
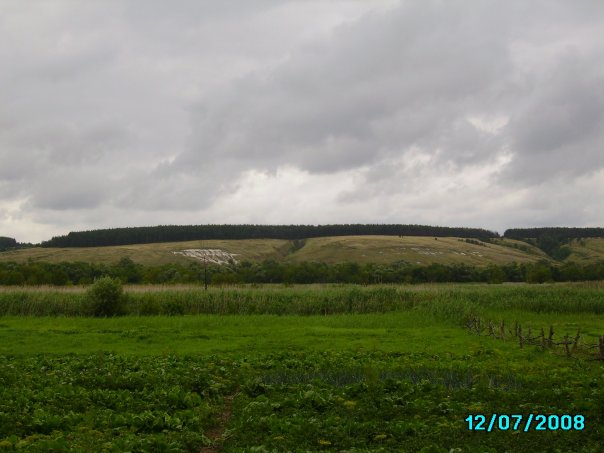
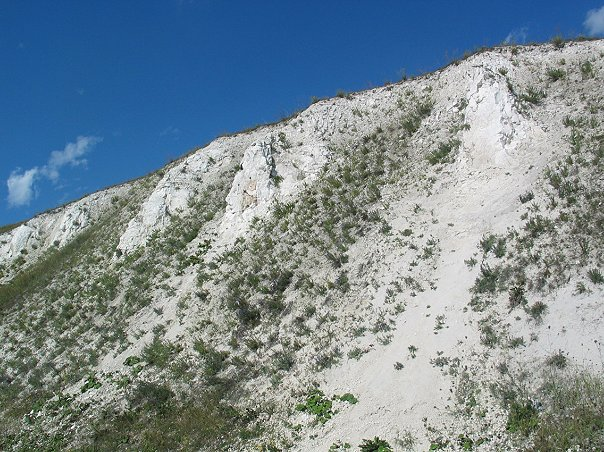
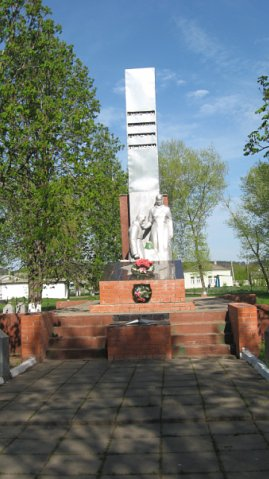
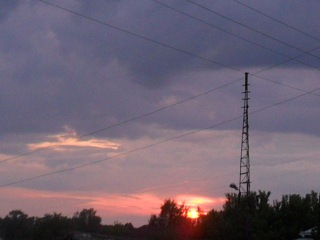
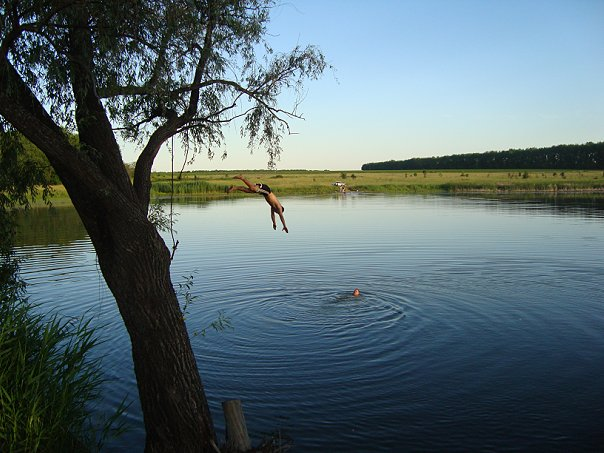
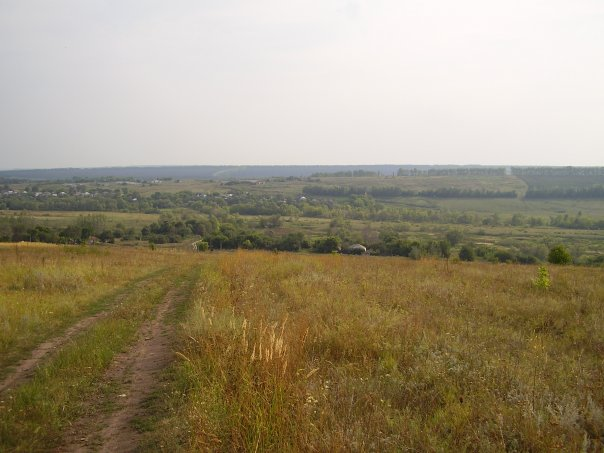
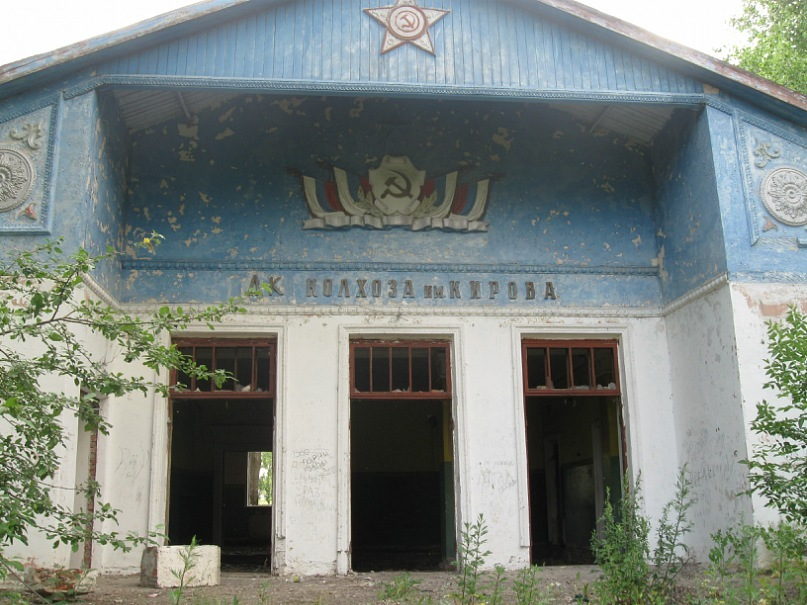
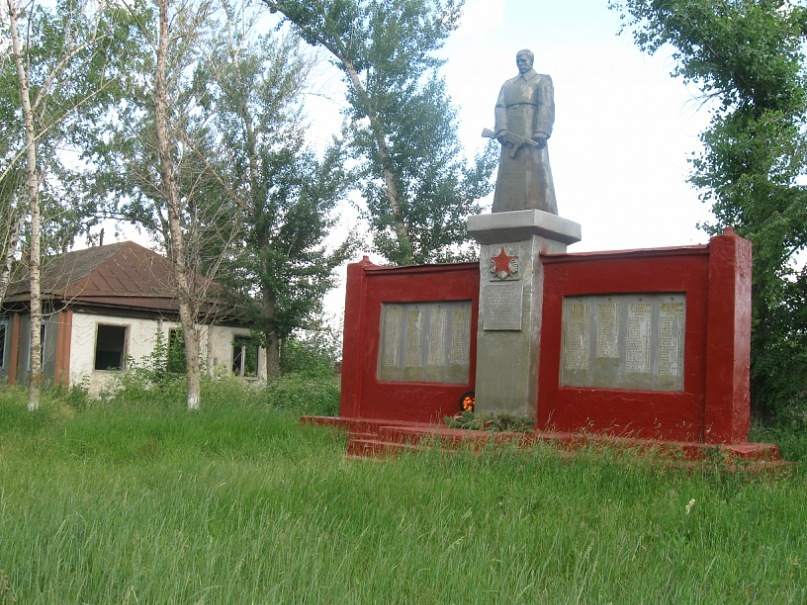
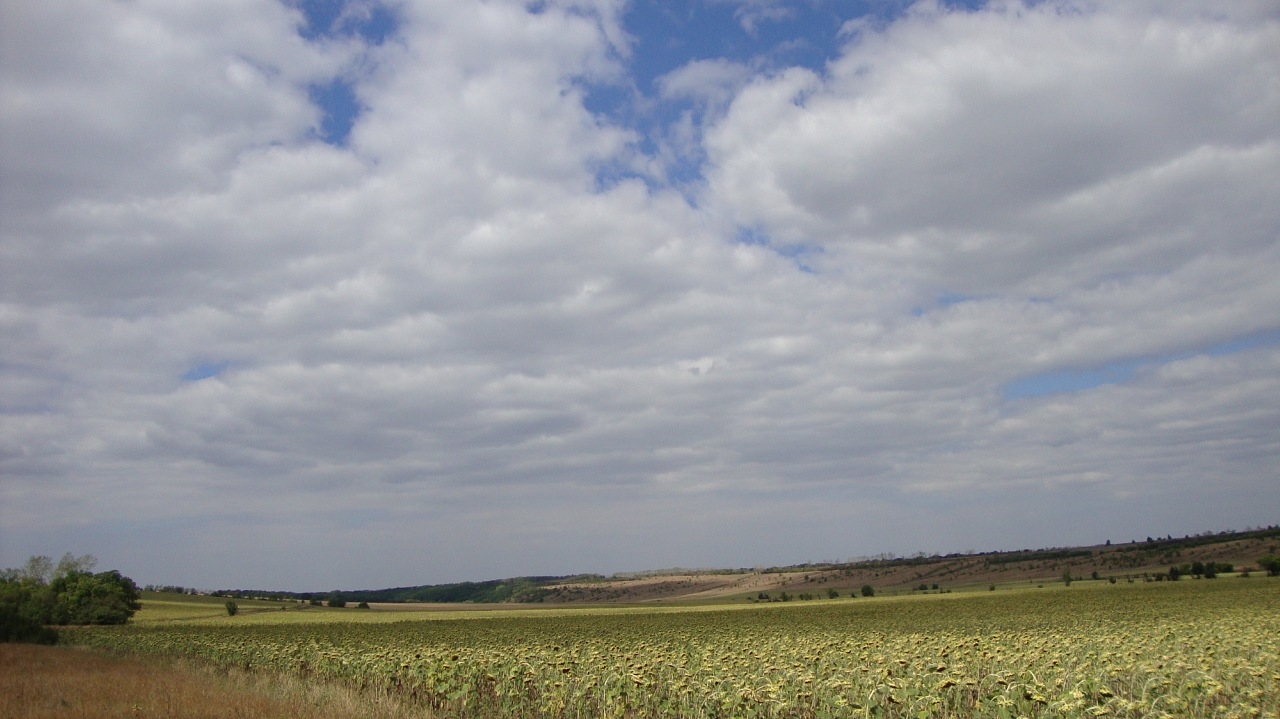
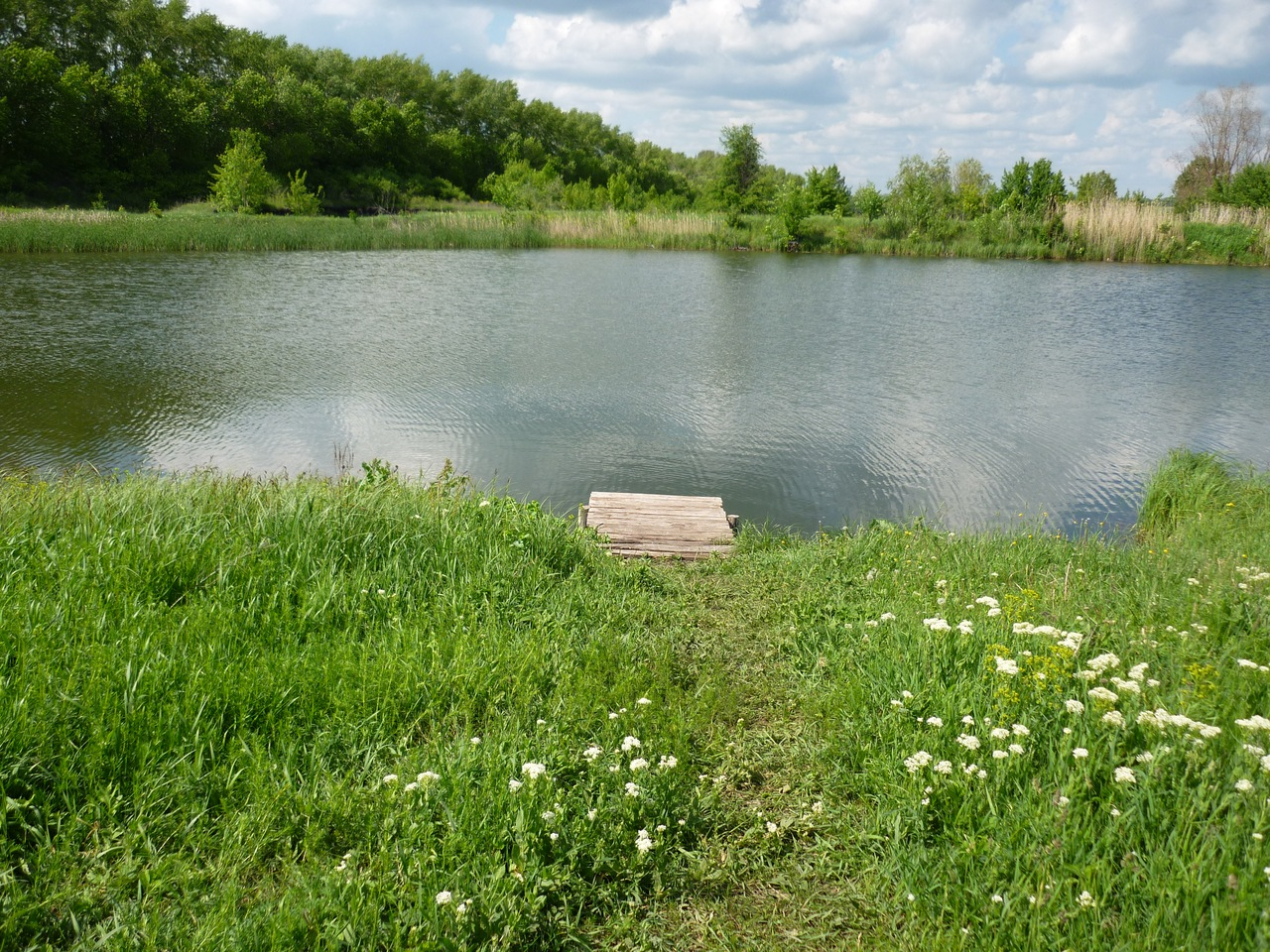
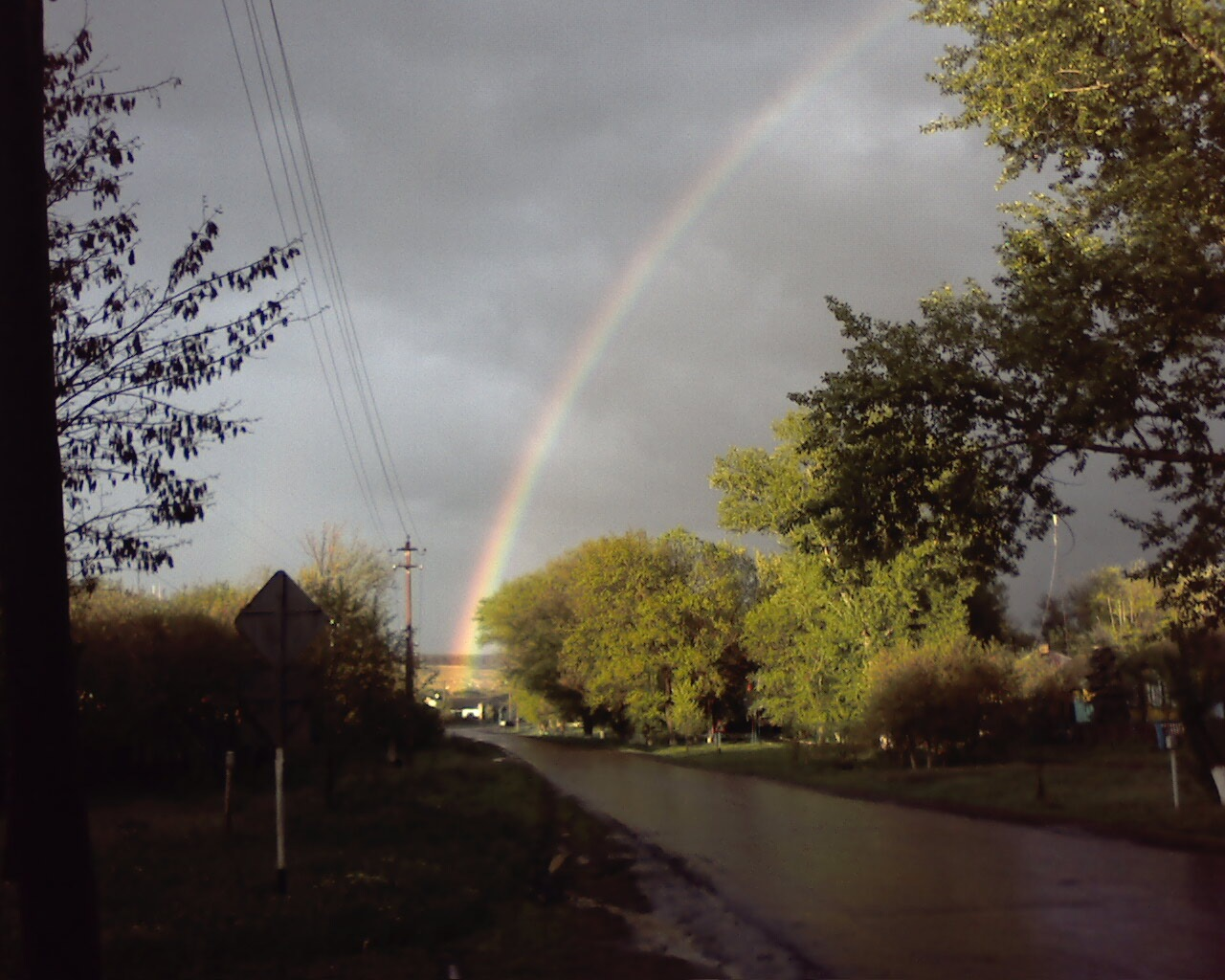
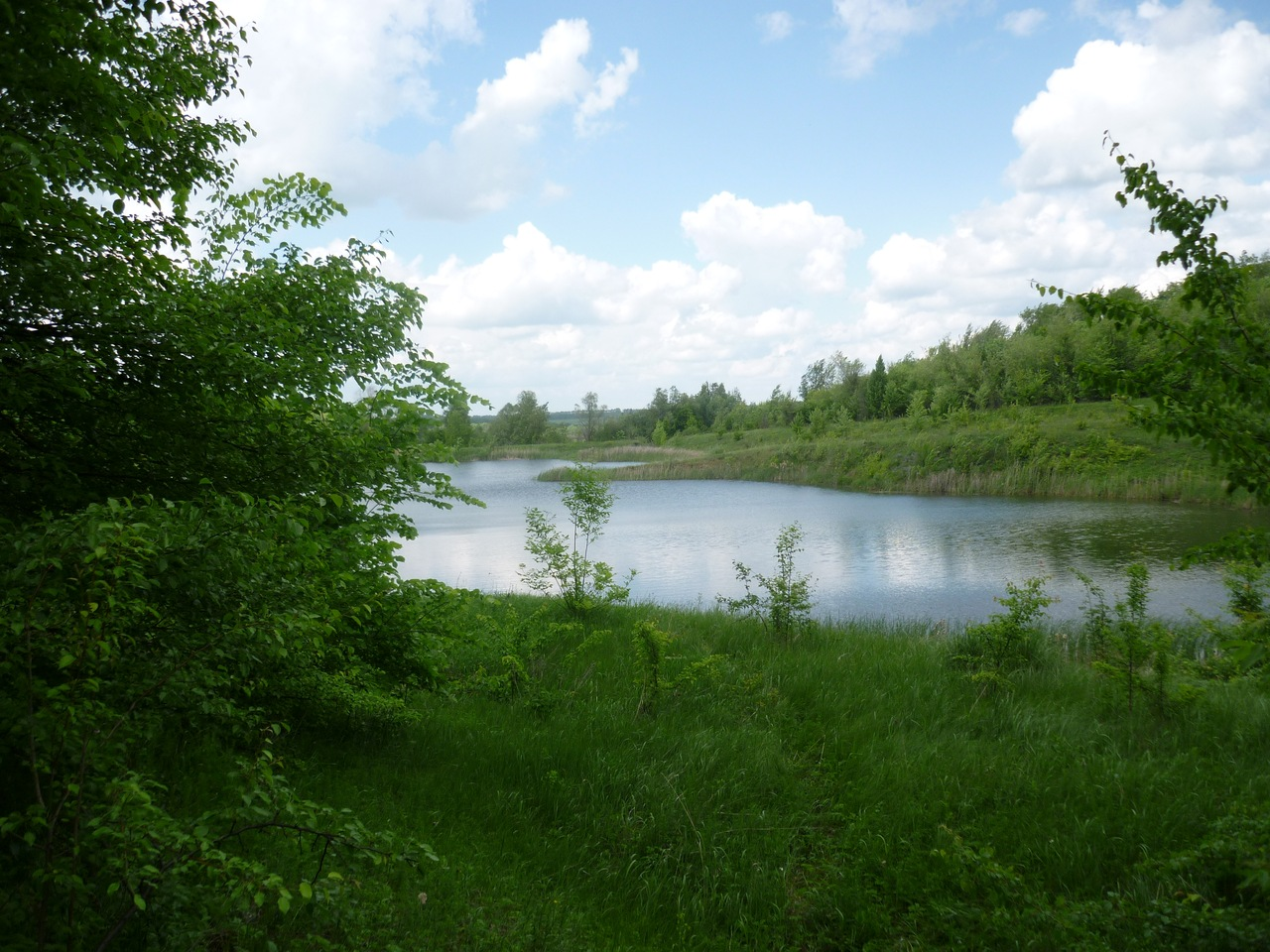
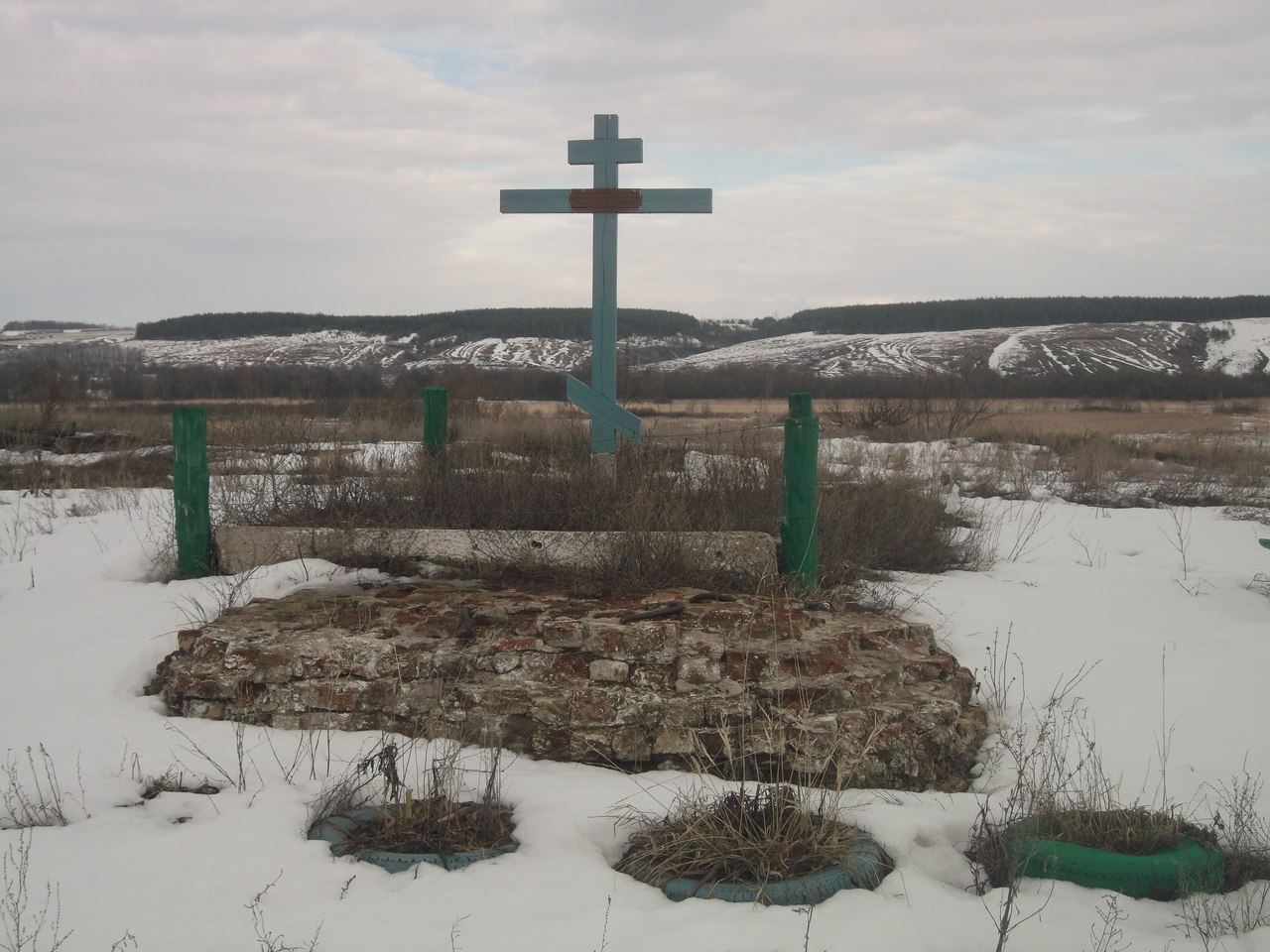
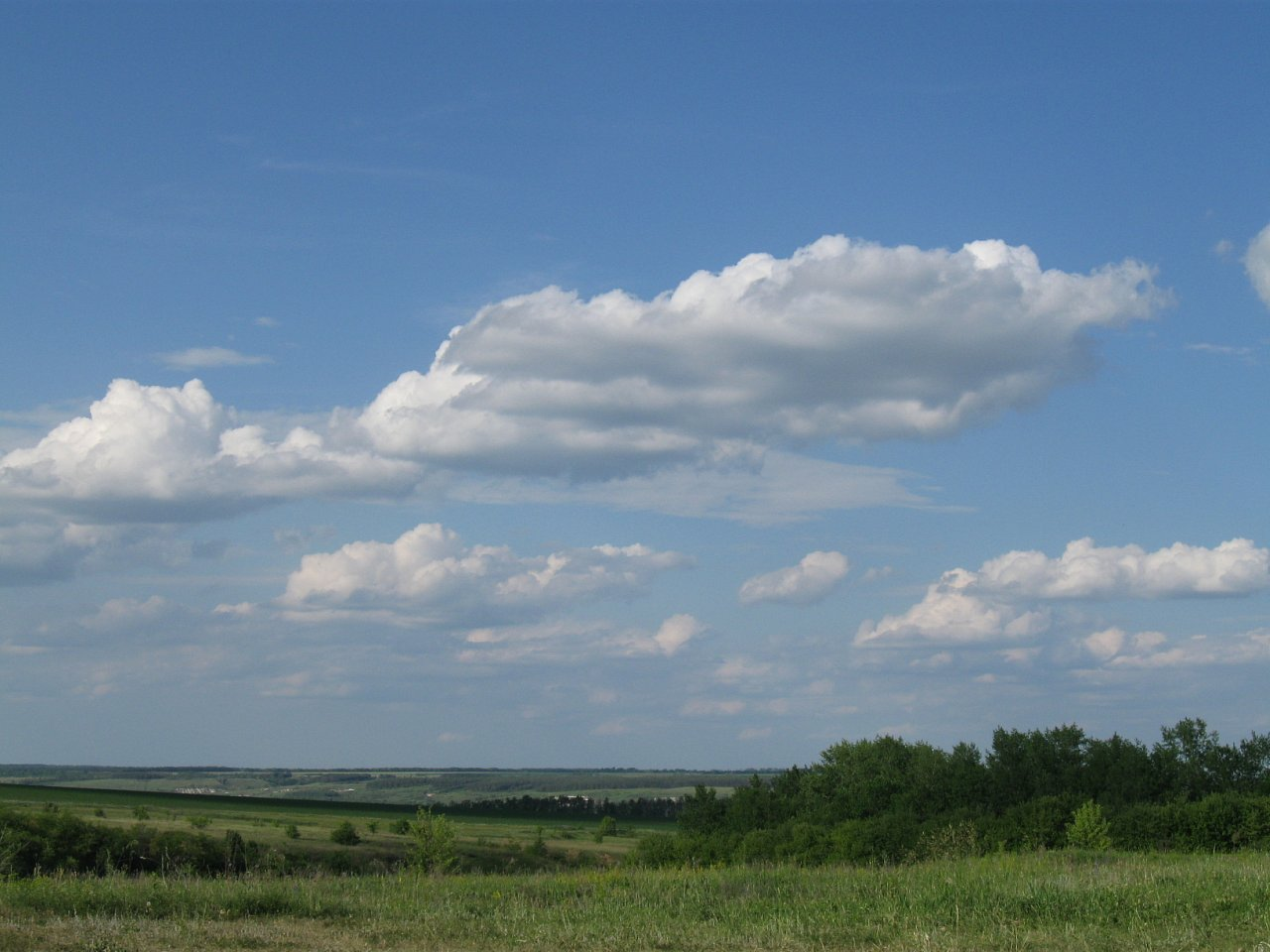
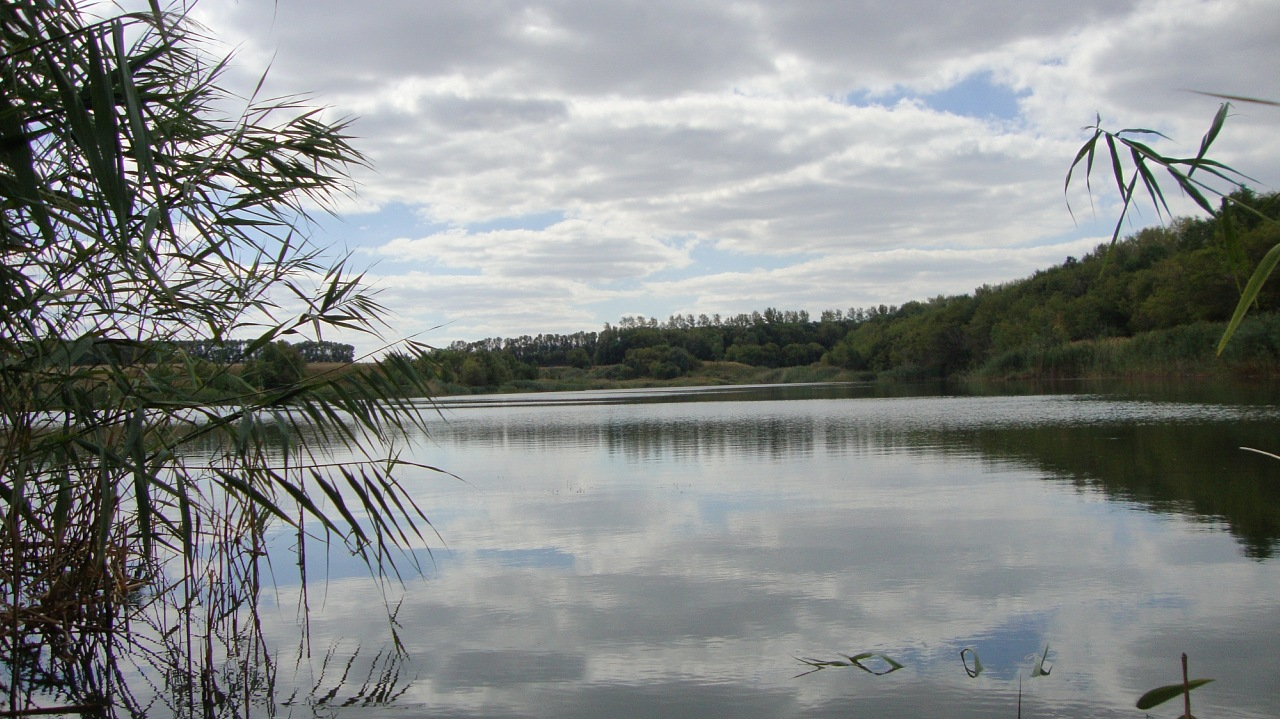